# Muzeum Skarby w Murach
Muzeum „Skarby w Murach” (hebr. אוצרות בחומה; ang. Treasures in the Walls Museum) – muzeum etnograficzne położone na Starym Mieście Akki, w Izraelu. Muzeum prezentuje fascynujące dziedzictwo historyczne miasta, koncentrując się na pracy rzemieślników wyrabiających meble, ubrania, naczynia do gotowania, narzędzia i przedmioty sztuki, z uwzględnieniem zwyczajów, tradycji i religii.

## Historia

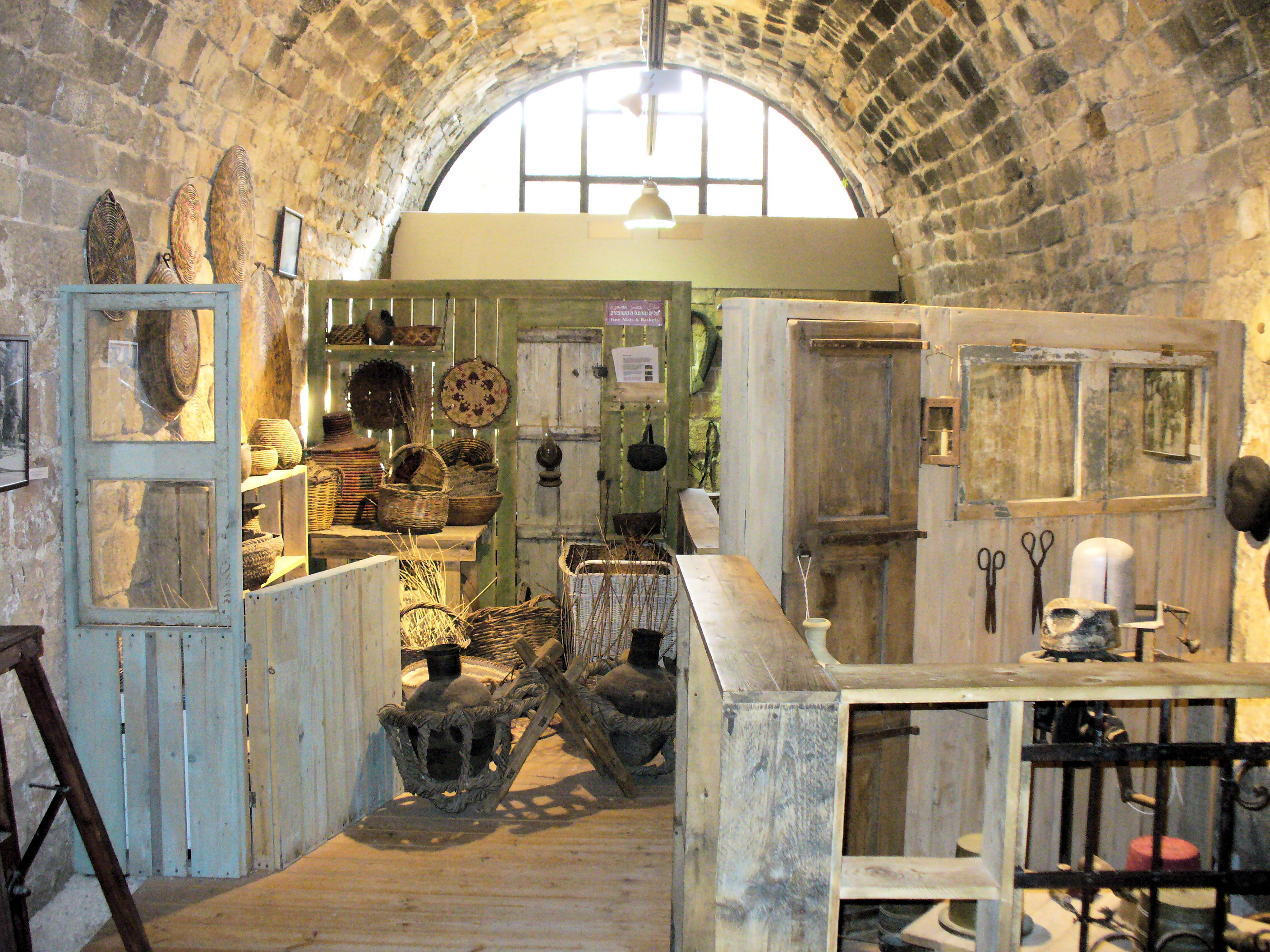
Wnętrze Muzeum „Skarby w Murach”

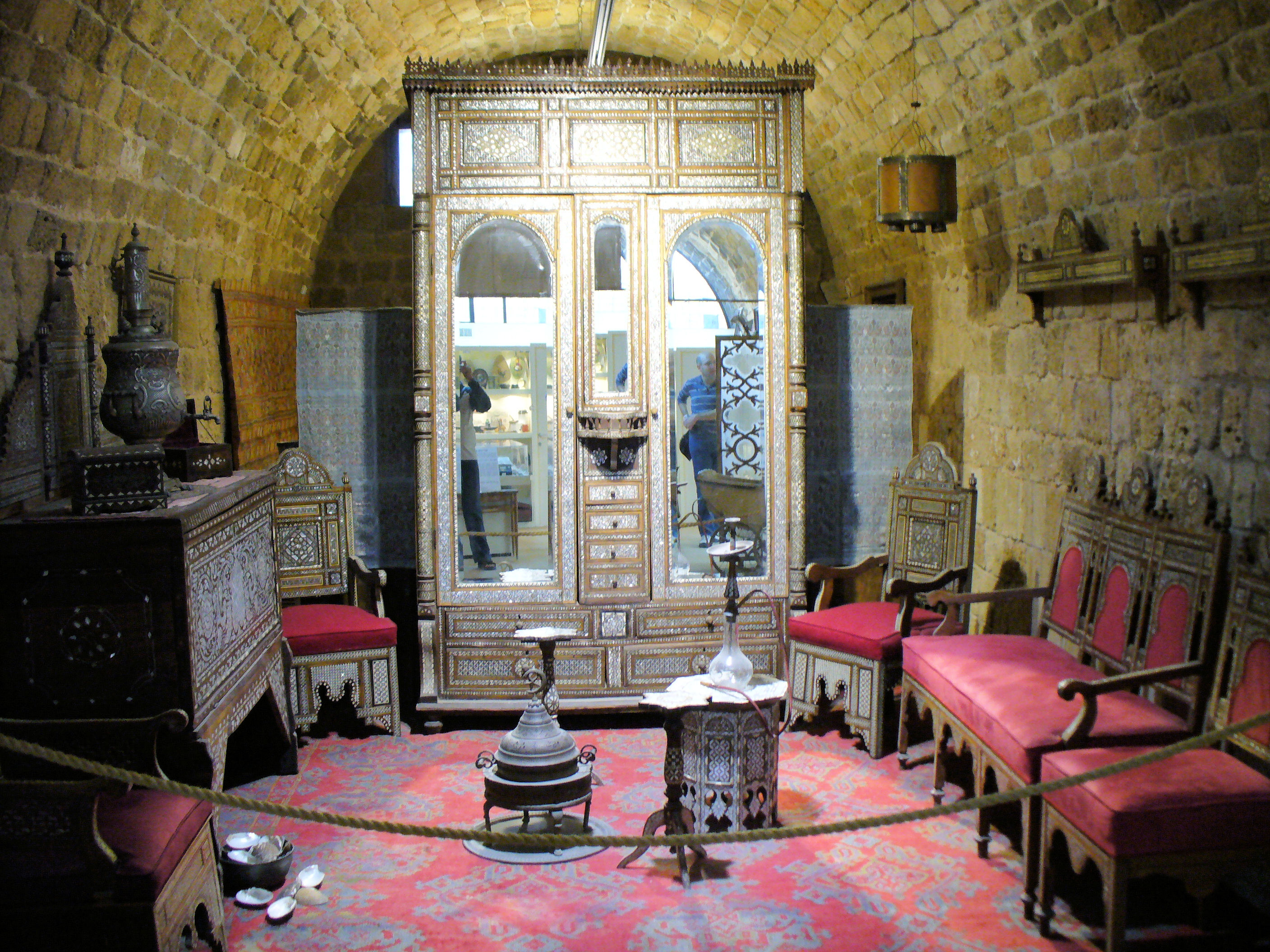
Wnętrze Muzeum „Skarby w Murach”

Muzeum „Skarby w Murach” mieści się w tylnej części Wieży Komendanta (arab. Burj el-Commander’s), w północno-wschodniej części murów obronnych Starego Miasta Akki. Wieża ta jest przysadzistym bastionem obronnym z licznymi stanowiskami artylerii, strzegącym północno-wschodniego krańca Starego Miasta. Została wybudowana w latach 1775–1818. Ze szczytu wieży rozciąga się widok na całą Zatokę Hajfy i Górę Karmel położoną nad miastem Hajfą. Budowla została odnowiona dzięki działalności The Old Acre Development Company Ltd., OADC (pol. Stowarzyszenie Rozwoju Starej Akki). W 2001 roku zespół zabytków Starego Miasta Akki został umieszczony na liście światowego dziedzictwa UNESCO.  W dniu 30 listopada 2007 roku otwarto Muzeum „Skarby w Murach”.

## Zbiory muzeum
Muzeum znajduje się w dwóch skrzydłach wieży. Jedno skrzydło umożliwia odbycie symbolicznej podróży do Galilei z XIX wieku. Są tu różne sklepy rzemieślników z ich narzędziami: kapelusznik, szewc, wikliniarz, garncarz, stolarstwo, kowalstwo, jubilerstwo, krawiectwo. Drugie skrzydło jest poświęcone zbiorom kolekcjonerskim. Są tu prezentowane kolekcje starych mebli, lamp, wag, naczyń użytkowych i liturgicznych, zamki, dzwony i liczne dokumenty historyczne. Eksponaty uwzględniają różnorodne zwyczaje, tradycję i wierzenia judaizmu, chrześcijaństwa, islamu i bahaizmu, a także Druzów, Beduinów i Czerkiesów.